# 심하바르만 1세
심하바르만 1세(IAST: Siṃha Varmā)는 기록된 최초의 팔라바 왕이었다. 그의 유일한 비문은 안드라프라데시주 팔나두구의 만치칼루 마을에서 발견되었다.